# Chaetosphaeria coelestina
Chaetosphaeria coelestina är en svampart som beskrevs av Höhn. 1909. Chaetosphaeria coelestina ingår i släktet Chaetosphaeria och familjen Chaetosphaeriaceae.   Inga underarter finns listade i Catalogue of Life.